# Солдатский сельсовет (Московская область)
Солдатский сельсовет — упразднённая административно-территориальная единица, существовавшая на территории Московской губернии и Московской области до 1939 года.
Солдатский сельсовет был образован в первые годы советской власти. В 1921 году он входил в состав Тимошевской волости Волоколамского уезда Московской губернии.
В 1926 году Солдатский с/с был упразднён, но уже в 1927 восстановлен.
По данным 1926 года Солдатский с/с входил в пригородную зону города Волоколамска.
В 1929 году Солдатский сельсовет был отнесён к Волоколамскому району Московского округа Московской области. При этом к нему были присоединены Лудиногорский и Пороховский с/с.
31 января 1936 года селение Порохово было передано из Солдатского с/с в Привокзальный с/с.
17 июля 1939 года Солдатский с/с был упразднён. При этом его селения Старая Солдатская слобода, Новая Солдатская слобода и Пушкарская слобода были переданы в Возмщевский с/с, а Лудина Гора — в Привокзальный с/с.